# Holocola zopherana
Holocola zopherana är en fjärilsart som beskrevs av Edward Meyrick 1881b. Holocola zopherana ingår i släktet Holocola och familjen vecklare. Inga underarter finns listade i Catalogue of Life.